# Gareth Hunt
Alan Leonard (Gareth) Hunt (Battersea, Londen, 7 februari 1942 - Redhill (Surrey), 14 maart 2007) was een Engelse acteur die in tal van Britse televisieseries speelde, onder meer in The New Avengers. De actrice Martita Hunt was een tante van hem.
Op zijn vijftiende monsterde hij aan bij de koopvaardij. Deze zei hij na zes jaar vaarwel, vervolgens had hij allerlei baantjes, onder meer als verkoper, alvorens hij een acteursopleiding bij de Webber Douglas Academy of Dramatic Art volgde. Hierna ging op tournee door het land waarna hij zich aansloot bij de toneelgezelschappen de Royal Shakespeare Company en de Royal National Theatre.
In 1972 maakte hij zijn debuut op tv in "For the Love of Ada". Daarna vervulde hij rollen in andere televisieseries zoals "Upstairs, Downstairs" ("De familie Bellamy", waarin hij het personage van Frederick Norton vertolkte) en "Doctor Who". Een glansrol had hij in de "The New Avengers" (in het Nederlandse taalgebied uitgebracht onder de naam "De terugkeer van de wrekers"), waarin hij de wreker Mike Gambit speelde, met als medewreekster Purdey (een rol van Joanna Lumley), beide begeleid door senior wreker John Steed (een rol van Patrick Macnee). Nadat de serie in 1977 stopte, trad hij nog in diverse andere tv-feuilletons op (bijvoorbeeld in EastEnders), maar het succes van "The New Avengers" kon hij niet meer evenaren en allengs werden zijn rollen kleiner. Daarnaast was hij in de jaren tachtig in tv-reclames voor het koffiemerk Nescafé te zien.
De laatste jaren van zijn leven had hij te kampen met een hartaanval en stortte hij een keer op het toneel in elkaar. Nadat bij hem alvleesklierkanker was geconstateerd, bleef hij zo lang het ging doorgaan met acteren. De thriller "The riddle" uit 2007 was de laatste rolprent waarin hij verscheen. Uiteindelijk overleed Gareth Hunt op 65-jarige leeftijd aan de gevolgen van deze ziekte.
- Biblioteca Nacional de España: XX1676801
- Bibliothèque nationale de France: cb14188547h (data)
- Gemeinsame Normdatei: 1041792735
- International Standard Name Identifier: 0000 0000 4626 1530
- Library of Congress Control Number: no99049511
- Nationale Bibliotheek van Tsjechië: pna2004259261
- SNAC: w61260qh
- Système universitaire de documentation: 161566774
- Virtual International Authority File: 34667704
- WorldCat: E39PBJcrfPt3R3c4XrF9thjjYP